# Élections présidentielles en Nouvelle-Calédonie
Les électeurs de Nouvelle-Calédonie ont participé à toutes les élections présidentielles françaises au suffrage universel direct depuis 1965.
Les électeurs calédoniens ont toujours eu une tendance gaulliste, ou tout du moins de droite, à l'exception de l'élection de 1974, à laquelle François Mitterrand fut vainqueur en voix sur le territoire, au premier et au second tour.
En gras sont indiqués les vainqueurs au niveau national du premier puis du second tour.

## 1965

### Premier tour (5 décembre 1965)
- Inscrits : 37 219
- Participation : 69,3 %
- Suffrages exprimés : 25 492 (68,49 %)
- Charles de Gaulle (soutenu par l'UNR-UDT) : 15 367 (60,28 %)
- Jean Lecanuet (MRP) : 5 769 (22,63 %)
- Jean-Louis Tixier-Vignancour (extrême droite) : 2 024 (7,94 %)
- François Mitterrand (union de la gauche, CIR) : 1 898 (7,445 %)
- Marcel Barbu (divers gauche) : 221 (0,87 %)
- Pierre Marcilhacy (PLE) : 213 (0,835 %)

### Second tour (19 décembre 1965)
- Participation : 64,5 %
- Charles de Gaulle : 65,82 %
- François Mitterrand : 34,18 %

## 1969

### Premier tour (1erjuin 1969)
- Participation : 61,28 %
- Georges Pompidou (UDR) : 51,14 %
- Alain Poher (CD) : 42,76 %
- Aucun des autres candidats n'a dépassé la barre des 1,5 % : 
  - Gaston Defferre (SFIO)
  - Louis Ducatel (Radical socialiste indépendant)
  - Jacques Duclos (PCF)
  - Alain Krivine (LC)
  - Michel Rocard (PSU)

### Second tour (15 juin 1969)
- Georges Pompidou : 53,3 %
- Alain Poher : 46,7 %

## 1974

### Premier tour (5 mai 1974)
- François Mitterrand (PS, soutenu par le PCF et le MRG) : 14 521
- Jacques Chaban-Delmas (UDR, soutenu par le CDP) : 9 575
- Valéry Giscard d'Estaing (RI, soutenu par le CD et le CR) : 8 524
- total pour les candidats de droite : 54,27 %
- Chaban, Giscard,
- Jean-Marie Le Pen (FN)
- Jean Royer (divers droite)
- total pour les candidats de gauche : 44,09 %
- Mitterrand
- Alain Krivine (LCR)
- Arlette Laguiller (LO)
- autres candidats (René Dumont, Guy Héraud, Jean-Claude Sebag et Bertrand Renouvin) : 1,64 %

### Second tour (19 mai 1974)
- François Mitterrand : 50,75 %
- Valéry Giscard d'Estaing : 49,25 %

## 1981

### Premier tour (26 avril 1981)
- Valéry Giscard d'Estaing (UDF) : 48,82 %
- François Mitterrand (PS) : 23,33 %
- Jacques Chirac (RPR) : 17,63 %
- Georges Marchais (PCF) : 3,42 %
- cumul des scores des autres candidats : 6,8 %
- Arlette Laguiller (LO)
- Marie-France Garaud (divers droite gaulliste)
- Michel Crépeau (MRG)
- Huguette Bouchardeau (PSU)
- Brice Lalonde (MEP)
- Michel Debré (divers droite gaulliste)

### Second tour (10 mai 1981)
- Valéry Giscard d'Estaing : 65,5 %
- François Mitterrand : 34,5 %

## 1988
La Nouvelle-Calédonie est l'un des thèmes majeurs de campagne des candidats à la présidentielle, notamment des deux principaux : le Premier ministre Jacques Chirac et le président sortant François Mitterrand, du fait des Evénements et surtout de la prise d'otages d'Ouvéa qui débute deux jours avant le premier tour, le 22 avril 1988, et se termine violemment trois jours avant le second tour le 5 mai 1988.

### Premier tour (24 avril 1988)
L'appel à l'abstention du FLNKS a particulièrement été suivi parmi les Kanaks. Le contexte de la prise d'otage fait que l'électorat anti-indépendantiste, seul à voter, plébiscite largement Jacques Chirac, tandis que François Mitterrand obtient un score particulièrement faible. 
- Jacques Chirac (RPR) : 74,67 %
- Jean-Marie Le Pen (FN) : 12,93 %
- Raymond Barre (soutenu par l'UDF) : 6,13 %
- François Mitterrand (PS) : 4,98 %
- cumul des scores des autres candidats : 1,29 %
  - André Lajoinie (PCF)
  - Pierre Juquin (Communiste rénovateur soutenu par le PSU et la LCR)
  - Arlette Laguiller (LO)
  - Pierre Boussel (MPT)
  - Antoine Waechter (Les Verts)

### Second tour (8 mai 1988)
Après l'électrochoc de la prise d'otages à Ouvéa et de leur libération entre les deux tours, les votants néo-calédoniens, encore une fois essentiellement loyalistes, s'expriment massivement en faveur de Jacques Chirac. 
- Jacques Chirac : 90 %
- François Mitterrand : 10 %

## 1995
Encore une fois l'abstention est assez forte au sein du monde mélanésien, la participation n'atteignant pas 40 % en Province Nord, et cela même si cette fois-ci une partie du camp indépendantiste (et surtout l'UC) a appelé à voter pour Lionel Jospin. Le RPCR quant-à-lui se divise sur le choix du candidat de droite à soutenir : son leader Jacques Lafleur, pourtant ami de longue date de Jacques Chirac, appelle à voter pour Édouard Balladur. Une majorité du mouvement reste toutefois fidèle au président du RPR, et certains d'entre eux, emmenés par Didier Leroux, décident de partir en créant le parti « Une Nouvelle-Calédonie pour Tous ».

### Premier tour (23 avril 1995)
- Jacques Chirac (RPR) : 42,97 %
- Édouard Balladur (RPR dissident, soutenu par l'essentiel de l'UDF) : 26,57 %
- Lionel Jospin (PS) : 15,87 %
- Jean-Marie Le Pen (FN) : 8,17 %
- Arlette Laguiller (LO) : 1,5 %
- Robert Hue (PCF) : 0,79 %
- cumul des scores des autres candidats : 4,13 %
- Philippe de Villiers (MPF)
- Dominique Voynet (Les Verts)
- Jacques Cheminade (POE)

### Second tour (7 mai 1995)
- Jacques Chirac : 74,1 %
- Lionel Jospin : 25,9 %

## 2002
Les différents mouvements indépendantistes (FLNKS, FCCI, LKS, les partisans de Richard Kaloï) appellent cette fois tous à voter pour Lionel Jospin, tandis que l'essentiel du camp loyaliste choisit Jacques Chirac (à l'exception de la section locale du FN qui soutient bien sûr Jean-Marie Le Pen, mais aussi Didier Leroux, et une minorité de son parti Alliance, qui a rejoint l'UDF et donc appelle à voter pour François Bayrou). Le socialiste Louis Le Pensec et le président chiraquien du Sénat Christian Poncelet sont tous les deux venus sur le territoire pour faire campagne au nom de leurs candidats respectifs.

### Premier tour (21 avril 2002)
Inscrits : 126 985 
Abstention : 64 434 (50,7 %)
Exprimés : 60 951 (48 %)
- Jacques Chirac (RPR) : 29 490 (48,4 %)
- Lionel Jospin (PS) : 13 667 (22,4 %)
- Jean-Marie Le Pen (FN) : 6 610 (10,8 %)
- Noël Mamère (Verts) : 1 847 (3 %)
- François Bayrou (UDF) : 1 414 (2,3 %)
- Olivier Besancenot (LCR) : 1 352 (2,2 %)
- Arlette Laguiller (LO) : 1 184 (1,9 %)
- Jean-Pierre Chevènement (MDC) : 1 116 (1,8 %)
- Corinne Lepage (Cap21) : 923 (1,5 %)
- Christiane Taubira (PRG) : 791 (1,3 %)
- Alain Madelin (DL) : 760 (1,3 %)
- Bruno Mégret (MNR) : 540 (0,9 %)
- Christine Boutin (FRS) : 482 (0,8 %)
- Jean Saint-Josse (CPNT) : 453 (0,7 %)
- Robert Hue (PCF) : 210 (0,3 %)
- Daniel Gluckstein (PT) : 112 (0,2 %)

### Second tour (5 mai 2002)
Comme dans toute la France, des manifestations contre le candidat d'extrême-droite Jean-Marie Le Pen ont été organisées en Nouvelle-Calédonie, notamment le 25 avril à Nouméa où environ mille personnes ont défilé dans les rues du centre-ville. Toutefois, les partis de la gauche indépendantiste, et en premier lieu le FLNKS, ont pour la plupart appelé à l'abstention.
- Inscrits : 126 969
- Abstention : 62 765 (49,43 %)
- Exprimés : 61 941 (48,78 %)
  -     - Jacques Chirac : 49 816

  - Jean-Marie Le Pen : 12 125 (19,58 %)

## 2007
L'essentiel du monde anti-indépendantiste (le Rassemblement-UMP évidemment, mais aussi une grande majorité des membres de l'Avenir ensemble qui sont membres de l'UMP, ainsi que le RPC après avoir au départ soutenu la candidature de Nicolas Dupont-Aignan, qui ne s'est pas faite) soutient la candidature de Nicolas Sarkozy. Seule une petite partie de l'Avenir ensemble, derrière Didier Leroux et Pascal Vittori, fait campagne pour François Bayrou. Les sections locales du FN et du MPF soutiennent leurs candidats respectifs, à savoir Jean-Marie Le Pen et Philippe de Villiers.
De l'autre côté, le camp indépendantiste se mobilise massivement pour Ségolène Royal : outre la fédération locale du PS, toutes les composantes du FLNKS (Palika, UC, RDO et UPM) appellent officiellement à voter pour elle, comme le LKS.
Le syndicat radical et controversé USTKE fait campagne pour José Bové qui se rend à plusieurs reprises sur le territoire.

### Premier tour (22 avril 2007)
- Inscrits : 146 068
- Abstention : 54 472 (37,29 %)
- Exprimés : 89 761 (61,45 %)
- Nicolas Sarkozy (UMP) : 44 650 (49,74 %)
- Ségolène Royal (PS, soutenue par le PRG et le MRC) : 21 296 (23,73 %)
- François Bayrou (UDF, soutenu par AL, Cap21, MEI, le Parti fédéraliste et le RCF) : 7 942 (8,85 %)
- José Bové (Extrême gauche, soutenu par une partie des collectifs unitaires) : 5 274 (5,88 %)
- Jean-Marie Le Pen (FN, soutenu par le MNR et le parti populiste) : 5 091 (5,67 %)
- Dominique Voynet (Verts, soutenue par la fédération RPS) : 1 681 (1,87 %)
- Olivier Besancenot (LCR) : 1 561 (1,74 %)
- Philippe de Villiers (MPF) : 707 (0,79 %)
- Arlette Laguiller (LO) : 703 (0,78 %)
- Marie-George Buffet (PCF) : 374 (0,42 %)
- Frédéric Nihous (CPNT) : 326 (0,36 %)
- Gérard Schivardi (soutenu par le PT) : 156 (0,17 %)

### Second tour (6 mai 2007)
- Inscrits : 146 037
- Abstention : 46 553 (31,88 %)
- Exprimés : 97 538 (66,79 %)
- Nicolas Sarkozy : 61 337 (62,89 %, vainqueur sur le plan national)
- Ségolène Royal : 36 201 (37,11 %)

## 2012

### Prises de positions des partis politiques locaux

#### Pour le premier tour
- Nicolas Sarkozy : le Rassemblement-UMP, l'Avenir ensemble, Jean-Luc Régent du RPC (à titre personnel).
- François Hollande : le FLNKS (et donc toutes ses composantes), le LKS, la section locale du PS.
- Marine Le Pen : la fédération locale du FN.
- François Bayrou : Didier Leroux, Jean-Pierre Aïfa (maire de Bourail proche de Calédonie ensemble).
- liberté de vote : Calédonie ensemble, LMD, Parti travailliste.

#### Pour le deuxième tour
- Nicolas Sarkozy : le Rassemblement-UMP, l'Avenir ensemble, Jean-Luc Régent du RPC (à titre personnel), Philippe Gomès et Sonia Lagarde de Calédonie ensemble (à titre personnel), Didier Leroux.
- François Hollande : le FLNKS (et donc toutes ses composantes), le LKS, la section locale du PS.

### Premier tour (22 avril 2012)
- Inscrits : 165 467
- Abstention : 73 839 (44,62 %)
- Exprimés : 91 628 (55,38 %)
- Nicolas Sarkozy (UMP et majorité présidentielle sortante) : 44 302 (49,63 %)
- François Hollande (PS, soutenu par le PRG, GE et le MRC) : 22 235 (24,91 %)
- Marine Le Pen (FN) : 10 409 (11,66 %)
- François Bayrou (MoDem) : 4 579 (5,13 %)
- Jean-Luc Mélenchon (Front de gauche) : 2 927 (3,28 %)
- Eva Joly (EELV) : 2 336 (2,62 %)
- Philippe Poutou (NPA) : 874 (0,98 %)
- Nicolas Dupont-Aignan (DLR) : 833 (0,93 %)
- Nathalie Arthaud (LO) : 485 (0,54 %)
- Jacques Cheminade (SP) : 279 (0,31 %)

### Second tour (6 mai 2012)
- Inscrits : 165 338
- Abstention : 64 168 (38,81 %)
- Exprimés : 97 974 (59,26 %)
- Nicolas Sarkozy (UMP et majorité présidentielle sortante) : 61 762 (63,04 %)
- François Hollande (PS, soutenu par le PRG, GE et le MRC) : 36 212 (36,96 %)

## 2017

### Prises de positions des personnalités ou partis politiques locaux

#### Pour les primaires

##### De la droite et du centre
- Nicolas Sarkozy : uniquement des membres des Républicains de Nouvelle-Calédonie, dont :
  - du Rassemblement : Pierre Frogier (sénateur, président du parti, président du comité de soutien), Maurice Ponga (député européen), Thierry Santa (président du Congrès), Éric Gay (maire du Mont-Dore), Georges Naturel (maire de Dumbéa), Alain Lazare (maire de Bouloupari), Rusmaeni Sanmohamat, Nicole Andréa-Song, Virginie Ruffenach (secrétaire générale du parti),
  - de l'Avenir ensemble : Harold Martin (maire de Païta),
  - dissidente du MPC : Sonia Backès (présidente du groupe Les Républicains au Congrès).
- Alain Juppé : issus de plusieurs formations :
  - l'UCF : Gaël Yanno (chef de l'opposition municipale à Nouméa, président du MPC), Gil Brial (vice-président de l'assemblée de la Province Sud, secrétaire général du MPC, président du comité de soutien), Philippe Blaise (président du MRC),
  - au sein des Républicains de Nouvelle-Calédonie : Simon Loueckhote (président du LMD, porte-parole du comité de soutien), Grégoire Bernut (membre du Rassemblement et ancien de l'Avenir ensemble), Didier Leroux (sans étiquette, ancien de l'Avenir ensemble et ancien délégué régional de l'UDF puis du MoDem),
  - au sein de Calédonie ensemble : Corine Voisin (maire de La Foa), Nicolas Metzdorf, Nicole Robineau, Philippe Gomès (député et président de la commission permanente du Congrès, principal chef de file de Calédonie ensemble), Sonia Lagarde (député et maire de Nouméa).
- François Fillon : Bernard Deladrière (président du comité de soutien), Hilarion Vendégou (sénateur), membres des Républicains de Nouvelle-Calédonie et du Rassemblement.
- Bruno Le Maire : Cynthia Ligeard (présidente du comité de soutien), membre des Républicains de Nouvelle-Calédonie et du Rassemblement.

Pour le second tour, tous les soutiens locaux de Nicolas Sarkozy, à commencer par Pierre Frogier et Sonia Backès, tout comme Cynthia Ligeard, se rangent derrière François Fillon.
Ce sont 48 bureaux de vote qui sont ouverts en Nouvelle-Calédonie, mais la participation se révèle faible au premier tour le 20 novembre 2016, avec seulement 7 146 électeurs s'étant déplacés (soit 5,05 % des inscrits). Et cette participation est à peine plus élevée au second tour le 27 novembre 2016, avec 7 957 votants (5,62 % des inscrits) :
| Candidats      | Candidats                                           | Étiquette      | Premier tour | Premier tour | Second tour | Second tour |
| Candidats      | Candidats                                           | Étiquette      | Voix         | %            | Voix        | %           |
| -------------- | --------------------------------------------------- | -------------- | ------------ | ------------ | ----------- | ----------- |
|                | Nicolas Sarkozy (Éliminé nationalement au 1er tour) | LR             | 2 740        | 38,34        |             |             |
|                | François Fillon (Vainqueur nationalement)           | LR             | 2 210        | 30,93        | 6 141       | 77,6        |
|                | Alain Juppé                                         | LR             | 1 810        | 25,33        | 1 773       | 22,4        |
|                | Bruno Le Maire                                      | LR             | 160          | 2,24         |             |             |
|                | Nathalie Kosciusko-Morizet                          | LR             | 132          | 1,85         |             |             |
|                | Jean-Frédéric Poisson                               | PCD            | 43           | 0,6          |             |             |
|                | Jean-François Copé                                  | LR             | 22           | 0,31         |             |             |
|                |                                                     |                |              |              |             |             |
| Votants        | Votants                                             | Votants        | 7 146        | 100,00       | 7 957       | 100,00      |
| Exprimés       | Exprimés                                            | Exprimés       | 7 117        | 99,59        | 7 914       | 99,46       |
| Blancs et nuls | Blancs et nuls                                      | Blancs et nuls | 29           | 0,41         | 43          | 0,54        |

##### De la gauche (primaire citoyenne)
La primaire citoyenne du PS et de ses alliés des 22 et 29 janvier 2017 est organisée en Nouvelle-Calédonie conjointement par les Progressistes (nouveau nom de la section locale du PS, non-indépendantiste) et le Palika (indépendantiste). Le Palika a pour sa part officiellement apporté son soutien à Manuel Valls, pour les deux tours du scrutin.
Ce sont 27 bureaux de vote qui sont ouverts en Nouvelle-Calédonie, mais la participation se révèle encore plus faible que pour la primaire de la droite et du centre au premier tour le 22 janvier 2017, avec seulement 1 421 électeurs s'étant déplacés (soit 0,84 % des inscrits). Et cette participation est à peine plus élevée au second tour le 29 janvier 2017, avec 2 365 votants (1,31 % des inscrits) :
| Candidats      | Candidats                                       | Étiquette      | Premier tour | Premier tour | Second tour | Second tour |
| Candidats      | Candidats                                       | Étiquette      | Voix         | %            | Voix        | %           |
| -------------- | ----------------------------------------------- | -------------- | ------------ | ------------ | ----------- | ----------- |
|                | Manuel Valls (Éliminé nationalement au 2e tour) | PS             | 1 051        | 75,94        | 1 991       | 84,8        |
|                | Benoît Hamon (Vainqueur nationalement)          | PS             | 145          | 10,48        | 357         | 15,2        |
|                | Arnaud Montebourg                               | PS             | 82           | 5,92         |             |             |
|                | Vincent Peillon                                 | PS             | 35           | 2,53         |             |             |
|                | Sylvia Pinel                                    | PRG            | 32           | 2,31         |             |             |
|                | François de Rugy                                | PE             | 25           | 1,81         |             |             |
|                | Jean-Luc Bennahmias                             | FD             | 14           | 1,01         |             |             |
|                |                                                 |                |              |              |             |             |
| Votants        | Votants                                         | Votants        | 1 421        | 100,00       | 2 365       | 100,00      |
| Exprimés       | Exprimés                                        | Exprimés       | 1 384        | 97,4         | 2 348       | 99,28       |
| Blancs et nuls | Blancs et nuls                                  | Blancs et nuls | 37           | 2,6          | 17          | 0,72        |

#### Soutiens locaux pour le premier tour
- François Fillon : Les Républicains de Nouvelle-Calédonie et leurs composantes (Rassemblement, l'Avenir ensemble, Sonia Backès, Simon Loueckhote, Didier Leroux), l'UCF et ses composantes (MPC, MRC), Philippe Gomès (à titre personnel, après avoir appelé momentanément au retrait de François Fillon au profit d'Alain Juppé à la suite de l'affaire Fillon).
- Benoît Hamon : le Palika, l'UPM, le RDO, le LKS,  Les Progressistes (section locale du PS).
- Marine Le Pen : la fédération locale du FN.
- Emmanuel Macron : Sonia Lagarde (députée-maire de Nouméa membre de Calédonie ensemble et de l'UDI), Jean-Pierre Aïfa (ancien maire de Bourail de 1977 à 2001 et de 2008 à 2014, proche de Calédonie ensemble), Isabelle Lafleur et le RPC.
- liberté de vote : Calédonie ensemble, UC, Parti travailliste.

#### Soutiens locaux pour le deuxième tour
- Emmanuel Macron : les principaux dirigeants ou figures de Calédonie ensemble à titre personnel (Sonia Lagarde, Philippe Gomès, Léonard Sam, Hélène Iekawé, Philippe Germain, Jean-Pierre Aïfa), le RPC d'Isabelle Lafleur, le Palika, l'UPM, le RDO, le LKS, Les Progressistes (section locale du PS), Daniel Goa (à titre personnel).
- Marine Le Pen : les principales personnalités de l'UCF (Gaël Yanno, Gil Brial, Philippe Blaise), Harold Martin, Simon Loueckhote, Sonia Backès (sans donner de consigne, et sans la nommer), la fédération locale du FN.
- Blanc ou abstention : Pierre Frogier et les dirigeants du Rassemblement (en laissant la liberté de vote aux électeurs).
- liberté de vote : Calédonie ensemble, Rassemblement, Tous Calédoniens, UC, Parti travailliste.

### Premier tour (23 avril 2017)
- Inscrits : 189 483
- Abstention : 98 257 (51,86 %)
- Exprimés : 86 946 (45,89 %)
- François Fillon (LR, soutenu par l'UDI et le PCD, éliminé nationalement) : 27 065 (31,13 %)
- Marine Le Pen (FN et RBM) : 25 290 (29,09 %)
- Emmanuel Macron (En marche, soutenu par le MoDem, en tête nationalement) : 11 089 (12,75 %)
- Benoît Hamon (PS et la BAP, soutenu par EELV, majorité présidentielle sortante) : 8 125 (9,34 %)
- Jean-Luc Mélenchon (LFI-PG, soutenu par le PCF et Ensemble !) : 7 703 (8,86 %)
- Nicolas Dupont-Aignan (DLF) : 2 521 (2,9 %)
- François Asselineau (UPR) : 2 098 (2,41 %)
- Philippe Poutou (NPA) : 1 284 (1,48 %)
- Nathalie Arthaud (LO) : 836 (0,96 %)
- Jean Lassalle (Résistons) : 695 (0,8 %)
- Jacques Cheminade (SP) : 240 (0,28 %)

## 2022

### Premier tour (10 avril 2022)
- Inscrits : 218 931
- Abstention : 145 814 (66, 65 %)
- Exprimés : 70 500 (32,22 %)
- Blancs:	1 758 (0,80 %)
- Nuls: 709 (0,32 %)
- Emmanuel Macron :  28 561 (40,51 %)
- Marine Le Pen : 13 273 (18,83 %)
- Jean-Luc Mélenchon : 9 711  (13,77%)
- Eric Zemmour : 6 435 (9,13 %)
- Valérie Pécresse : 4 144 (5,88 %)
- Nicolas Dupont-Aignan :  2 697 (3,83 %)
- Yannick Jadot : 2161 (3,07 %)
- Jean Lassalle : 1 031 (1,46 %)
- Anne Hidalgo : 963 (1,37 %)
- Nathalie Arthaud 565 (0,8 %)
- Philippe Poutou : 560 (0,79 %)
- Fabien Roussel : 399 (0,57 %)